# 織田優成
織田 優成（おだ ゆうせい、本名：有馬 克明〈ありま かつあき〉、1969年9月19日 - ）は、日本の男性声優、ナレーター。宮城県仙台市出身。青二プロダクション所属。

## 来歴
小学6年生から父の転勤で大阪府で育つ。
映画好きだった母の影響で幼い頃から映画、ドラマに興味を持つ。
10歳の頃に15秒のテレビコマーシャルに興味を持って漠然と「CMのナレーションをやりたい」と思い、その後、その気持ちは番組ナレーションにまで広がったという。
決定的なきっかけは、高校時代に現代国語の授業で、川久保潔の朗読の中島敦作『山月記』を聴いて「自分がただ漠然とやってみたいと思っていたことは、これほどすごいものだったんだ。ぜひ、朗読やナレーションをやりたい！」と本格的に表現者への道を目指す。
仙台市立大和小学校、郡山市立永盛小学校、豊中市立中豊島小学校、豊中市立第四中学校、大阪府立桜塚高等学校、駒澤大学法学部法律学科卒業。2003年9月まで本名の「有馬 克明」名義で活動していたほか、「神辺 宏樹」名義でライターとして活動していた。
ウイットプロモーション、フリーを経て、2005年8月1日付で青二プロダクション準所属、2009年1月1日付で正所属。

## 人物
方言は東北弁、大阪弁。
多数のアニメ、CDドラマ、ゲーム、洋画等に出演している。
資格・免許は中型自動車免許、普通自動二輪車免許。趣味は読書、キャンプ、料理、B級グルメ&ラーメンの食べ歩き。特技は歌唱、軽めのアクション。

## 出演
太字はメインキャラクター。

### テレビアニメ
1992年
- クッキングパパ（上田守）

1993年
- 姫ちゃんのリボン（高島）

1995年
- 爆れつハンター（ソノニー）

1996年
- ありす・イン・サイバーランド（ルン・グワン）
- 少年サンタの大冒険!（ヒューマー）
- 天空のエスカフローネ（ダレット、兵A、ザイバッハ兵、副官 他）
- ハーメルンのバイオリン弾き（コキュウ）

1997年
- キューティーハニーF（ヒロシ）
- HARELUYA II BØY（一条誠）
- HAUNTEDじゃんくしょん（北城遥都）
- みすて♡ないでデイジー（羊、不良 他）

1998年
- EAT-MAN'98（兵士）
- 魔法のステージ ファンシーララ（星沢）

1999年
- 日本一の男の魂（江口淳） - 2シリーズ
- 魔装機神サイバスター（安藤ケン）

2000年
- 六門天外モンコレナイト（スカイ・ワイバーン、ストーム・ドラゴン / スペリオール・ストーム・ドラゴン 他）

2001年
- テニスの王子様（佐伯虎次郎、ジェフリー・カーライル）
- も〜っと! おジャ魔女どれみ（長門かよこの父親）
- RAVE（矢印、ルチアングル、ディープスノー 他）

2002年
- 電光超特急ヒカリアン（ライトニングバスターセブン、特車隊ポリスウィン、アナウンサー）

2003年
- 時空冒険記ゼントリックス（バトル実況アナウンサー）
- MOUSE（南雅俊）

2005年
- アイシールド21（本庄勝）
- うえきの法則（黒影）
- ガイキング LEGEND OF DAIKU-MARYU（2005年 - 2006年、ケイン）
- 地獄少女（サラリーマン）
- モンチッチ（ハヌー）

2006年
- 貧乏姉妹物語（先生）

2007年
- ゲゲゲの鬼太郎（第5作）（2007年 - 2009年、ライター、陰陽師、カメラ、提灯小僧、ぬっへほふ 他）
- しゅごキャラ!（2007年 - 2009年、日奈森パパ〈日奈森つむぐ〉） - 3シリーズ
- ひぐらしのなく頃に解（梨花の父）

2008年
- TYTANIA -タイタニア-（マッケンゼン）
- ネオ アンジェリーク Abyss（マリーの父、巡礼者、研究者、父親） - 2シリーズ
- はたらキッズ マイハム組（ケニー）
- ポルフィの長い旅（カフェス）

2009年
- 怪談レストラン（使者）
- こんにちは アン 〜Before Green Gables（男）
- ドラゴンボール改（蛇の道への案内人、TVアナウンサー）
- 夏のあらし!（タツボン）
- ねぎぼうずのあさたろう（部下、船頭）
- ONE PIECE（2009年 - 、ギャロ、イゾウ、ビヨの父、スモーカピバラ、ペリーニ、七鬼 他）

2010年
- デジモンクロスウォーズ（2010年 - 2011年、スティングモン） - 2シリーズ

2011年
- リングにかけろ1 世界大会編（ヒムラー）

2012年
- 聖闘士星矢Ω（スピア）
- リトルバスターズ!（2012年 - 2013年、宮沢謙吾） - 2シリーズ

2013年
- DEVIL SURVIVOR2 the ANIMATION（ヒビキの父）
- ちびまる子ちゃん（2013年 - 2022年、お兄さん、従業員A）

2014年
- ウィザード・バリスターズ 弁魔士セシル（須藤 デビッド）
- ワールドトリガー（2014年 - 2021年、奈良坂透） - 2シリーズ

2015年
- Charlotte（有働）
- ドラゴンボール超（2015年 - 2017年、シェフ、兵士、全王の付き人、アナト、カトペスラ、ジーン 他）
- ONE PIECE 〜アドベンチャー オブ ネブランディア〜
- ONE PIECE エピソードオブサボ 〜3兄弟の絆 奇跡の再会と受け継がれる意志〜

2016年
- 美少女戦士セーラームーンCrystal Season III（客）
- ドラえもん（テレビ朝日版第2期）（司会者）
- 迷家-マヨイガ-（颯人父）
- ONE PIECE 〜ハートオブゴールド〜

2017年
- ONE PIECE エピソードオブ東の海 〜ルフィと4人の仲間の大冒険!!〜

2019年
- RobiHachi（リポーター）

2020年
- クレヨンしんちゃん（秘書野仁）
- アサティール 未来の昔ばなし（ウダイ〈青年〉）
- 神様になった日（ナレーション）

2021年
- かぎなど（2021年 - 2022年、宮沢謙吾） - 2シリーズ

### 劇場アニメ
2000年
- 劇場版 六門天外モンコレナイト〜伝説のファイア ドラゴン〜（村人）

2002年
- XEVIOUS（タケル）

2005年
- 劇場版 テニスの王子様 跡部からの贈り物 君に捧げるテニプリ祭り（佐伯虎次郎）

2008年
- 劇場版 ゲゲゲの鬼太郎 日本爆裂!!（執事）
- ONE PIECE THE MOVIE エピソードオブチョッパー+ 冬に咲く、奇跡の桜

2009年
- 仏陀再誕
- ONE PIECE FILM STRONG WORLD

2012年
- ONE PIECE FILM Z

2016年
- ONE PIECE FILM GOLD

2018年
- 劇場版 マジンガーZ / INFINITY（オペレーター）

2021年
- 劇場版 クドわふたー（宮沢謙吾）

### OVA
1996年
- エンジェル伝説（大下）
- 鉄腕バーディー（森）
- ぼくのマリー（中年）
- 魔法使いTai!（茜の彼氏1号、茜の彼氏2号）

1997年
- ありす in Cyberland（ルン＝グワン）
- ぶっとび!!CPU（高岡章）

2002年
- BLIND NIGHT（倉石謙三）

2004年
- 冤罪 シリーズ（ギルディアス） - 2作品

2006年
- テニスの王子様 Original Video Animation 全国大会篇（佐伯虎次郎）

2008年
- 聖闘士星矢 冥王ハーデスエリシオン編（クィーン）
- ないしょのつぼみ（ナレーター）

2011年
- VitaminX Addiction（二階堂衝）

2014年
- リトルバスターズ! EX（宮沢謙吾）

### Webアニメ
- 神酒ノ尊-ミキノミコト-（2018年 - 2019年、桂川 [19][20])

### ゲーム
- テニスの王子様シリーズ（佐伯虎次郎）

1994年
- らんま1/2 超技乱舞篇（ハーブ）

1996年
- ありす in Cyberland（ルン＝グワン）

1997年
- 天空のエスカフローネ（ダレット）
- ストーンウォーカーズ

2002年
- Only you -リ・クルス-（若人淳）
- GROOVE ADVENTURE RAVE 〜未完の秘石〜（ルチアングル）

2005年
- イースIII（アドル・クリスティン）※PS2版
- イースIV MASK OF THE SUN -a new theory-（アドル・クリスティン）
- 絶対服従命令（キア・ウェルベーナ）
- 零 －刺青ノ聲－（天倉螢）

2006年
- うえきの法則 倒すぜロベルト十団!!（黒影）
- きみスタ〜きみとスタディ〜（藤代和仁）

2007年
- DEAR My SUN!!〜ムスコ★育成★狂騒曲〜（紫藤幸四郎）
- VitaminX（二階堂衝）
- リトルバスターズ!（宮沢謙吾）

2008年
- VitaminX Evolution（二階堂衝）
- VitaminY（二階堂衝）
- 無双OROCHI 魔王再臨（源義経）

2009年
- 無双OROCHI Z（源義経）
- リトルバスターズ! Converted Edition（宮沢謙吾）

2010年
- ゴッドイーター バースト（プレイヤーボイス）
- STORM LOVER（寅谷秋雄）
- 天下一★戦国LOVERS DS（上杉謙信）
- VitaminX Evolution Plus（二階堂衝）

2011年
- テイルズ オブ ザ ワールド レディアント マイソロジー3（ジョアン）
- 無双OROCHI 2（源義経）

2012年
- 英雄伝説 零の軌跡 Evolution（ピエール副局長、ジェームス、フランツ巡査）
- VitaminX Detective B6（二階堂衝）
- 無双OROCHI2 Special（源義経）
- 無双OROCHI2 Hyper（源義経）

2013年
- テイルズ オブ ハーツ R（アレク、司会者）
- VitaminR（ジル・ラグランジュ）
- 無双OROCHI2 Ultimate（源義経）

2015年
- デジモンストーリー サイバースルゥース（デュークモン）

2016年
- テイルズ オブ ベルセリア
- デジモンワールド -next 0rder-（ユキムラ〈ギルモン〉）
- ドラゴンボールフュージョンズ

2017年
- スーパードラゴンボールヒーローズ（2017年 - 、ジーン、カトペスラ）
- 夢王国と眠れる100人の王子様（ジェイ〈二代目〉）

2018年
- 無双OROCHI 3（源義経）

2019年
- スーパードラゴンボールヒーローズ ワールドミッション（ジーン、カトペスラ）

2022年
- セブンズストーリー（宮沢謙吾）

### 吹き替え

#### 映画
- サバイブ・ルーム
- ザ・ハンガー プレミアム
- チム 〜あこがれの人〜（ソンミン）
- ベティ・サイズモア

#### ドラマ
- ヴェロニカ's クローゼット

### 実写
- テニスの王子様シリーズ
  - テニスの王子様　100曲マラソン
  - テニプリフェスタ2011 in 武道館-心・技・体-（技公演のみ出演）
- VitaminX シリーズ
  - VitaminX いくぜっ!トキメキ★フルバースト
  - VitaminX いくぜっ!トキメキ★フルバースト EVolution
  - VitaminXtoZ いくぜっ!究極（ハイパー）★エクスプロージョン
  - VitaminX いくぜっ!極上（ウルトラ）★アディクション
  - VitaminX いくぜっ!キラメキ★フルバースト
  - VitaminX いくぜっ!無敵（ミラクル）★デスティネーション

### ラジオドラマ・ドラマCD
- NHK-FM 青春アドベンチャー
  - アクアリウムの夜（高橋）
  - 王の眠る丘（戌児）
  - 完璧な涙（宥現）
  - 精霊の守り人（シュガ）
  - タイムスリップシリーズ（剣崎薔薇之介）
  - ダブル・キャスト（武田）
  - 封神演義（第二部・第三部）（楊ぜん）
  - ゲノム・ハザード（鳥山敏治・高梨禎一）
- NHK-FM FMシアター『子供の情景』（裕太）
- VOMIC
  - ぎんぎつね（冴木達夫）
  - ONE PIECE（海賊）
- 電脳戦機バーチャロン シリーズ
  - CyberNet Rhapsody（敵B）
  - COUNTER POINT 009A（敵B）

### CD
- 悪霊狩り〜ゴーストハント（坂内智明）
- 明日も、湯梨浜で。（東郷圭一郎）
- 人形草紙あやつり左近 -屋根裏部屋の悪夢-（星誠一）
- DEAR My SUN!! キャラクターソング&メッセージCD 風斗ver.（紫藤幸四郎）
- テニスの王子様シリーズ（佐伯虎次郎）
  - サンセット・ウェイ
  - 情熱ロケット
  - Gift
  - ハッピーサマーバレンタイン
  - ワッショイ!（六角中）
  - バレンタイン・キッス（佐伯虎次郎 with 六角中）
- VitaminXシリーズ（二階堂衝）
  - キャラクターCD『GOLD DISC』
  - ハニービタミン〜白雪姫フォーエバー〜
  - ハニービタミン2〜内緒のフェアリーテール〜
  - デリシャスビタミン2〜トキメキ★ラブトラベル〜
  - VitaminX × 羊でおやすみシリーズ Vol.3 「猫にゃんでおやすみ/魔法の呪文でおやすみ」
  - デイドリームビタミン1〜あの日の約束〜
- 魔性の子（坂田）

### ナレーション
- J SPORTS ジレットワールドスポーツ
- ダウンタウンのガキの使いやあらへんで!!
- TBS DREAMS
- 本棚食堂（語り）

### CM
- H&S ジャパン "フケから救出大作戦"（2021年、アンドー[27]）

### シリーズ一覧
1. ↑  1stシーズン（2014年 - 2016年）、2ndシーズン（2021年）
2. ↑  シーズン1（2021年）、シーズン2（2022年）